# Шаргородский, Олег Витальевич
Олег Витальевич Шаргородский (род. 18 ноября 1969 года) - советский, российский хоккеист.

## Карьера
Олег Шаргородский начал заниматься хоккеем в родном Харькове. Первой его командой была динамовская команда Харькова. В 1988 году динамовцы завоевали путёвку в высшую лигу.
В 1991 году г получил приглашение играть за московских динамовцев.
В 1994 году г привлекался в сборную России на Олимпиаду 1994 года. Здесь он отыграл 8 игр, но российская сборная осталась за чертой призёров.
После Олимпиады получил приглашение за океан. Несколько сезонов он выступал в клубах IHL. Также он пробовал свои силы в финской Лиге.
Сезон 1996/97 выступал за московских армейцев. После возвращения в Россию в 1999 году выступал в новокузнецком «Металлурге», омском «Авангарде», «Ак Барсе». Последний сезон (2003/04) играл за «Крылья Советов».
Всего за свою карьеру сыграл:

 5 игр в первой лиге (СССР)

 58 игр в высшей лиге (СССР)

 302 игры в МХЛ и Суперлиге (Россия)

 54 игры в Высшей лиге (Россия)

 3 игры в первой лиге (Россия)

 242 игры в ИХЛ
 47 игры в СМ-Лиге

## Награды

### Чемпионат страны
- 1992, 1993
- 1994, 2001
- 2000

### Розыгрыши кубков страны
- Обладатель Кубка МХЛ: 1993
- Финалист Кубка МХЛ: 1994

### Европейские кубковые турниры
- Финалист Кубка Европейских Чемпионов: 1992, 1993